# Rafael Vehils i Grau
Rafael Vehils i Grau (castellà: Rafael Vehils)  (Barcelona, 8 de novembre de 1886 - Buenos Aires, 15 de novembre de 1959) fou un advocat i polític català.

## Trajectòria
Rafael Vehils va néixer a Barcelona, fill de Joaquim Vehils i Fochs (1857-1934) i de la cubana Rafaela Grau i Bolívar (†1940). En algun moment de la seva vida va canviar legalment el seu nom a Rafael Vehils Grau-Bolívar, a l'igual que la seva mare, que apareix en hemeroteques com a Rafaela Grau-Bolívar.
El 1909 es llicencià en dret a la Universitat de Barcelona i poc després ingressà a la Lliga Regionalista, partit amb el qual fou elegit diputat per Castellterçol a les eleccions generals espanyoles de 1918 i 1919. Fou membre del Consell Superior d'Economia, del Consell de Preus i Tarifes, secretari general del Comitè Nacional de Comerç Exterior i persona de confiança de Francesc Cambó quan fou ministre de Foment.
El 1911 va substituir Frederic Rahola i Trèmols com a president de la Casa d'Amèrica a Barcelona fins a 1936. El 1924 es traslladà a Montevideo, on fou director de la companyia de tramvies La Transatlántica fins al 1928. Després marxà a Buenos Aires, on fou director de la Compañía Hispano-Americana de Electricidad (CHADE) (1931-36). Fou l'encarregat de transferir els actius de la CHADE a la Compañía Argentina de Electricidad (CADE), durant els darrers mesos de 1936, per tal de salvar la propietat davant del règim de Franco. Posteriorment fundaria l'Editorial Sudamericana amb Victoria Ocampo i Oliverio Girondo, i fou nomenat president de la Institución Cultural Española i de la Cámara Oficial Española de Comercio.
Rafael Vehils es va casar amb Blanca Vallery. La seva mare Rafaela va morir a Buenos Aires l'any 1940. Rafael va residir en aquella ciutat al llarg de més de trenta anys i hi va morir el 15 de desembre de 1959, rebent sepultura en aquella ciutat.
Maria del Carme Vehils Grau-Bolívar, que fou l'esposa de Domènec Casimir Arrigo Cacciotola (Itàlia, ca.1885 - Barcelona, 1918), marquès d'Arrigo, es va donar a conèixer a la Revista Comercial Hispano-Americana MERCURIO amb el nom de M. Arrigo, col·laborant activament amb el seu germà, Rafael Vehils, que fou un dels directors d'aquella revista.

## Obres
- Los principios sociales de la conferència de Chapultepec (Montevideo, 1945)
- La inmigración española en la Argentina (Buenos Aires, 1947)
- Sentido y modos de la cooperación intelectual hispano-argentina (1958)